# Panconia de penyal
La panconia de penyal (Crepis triasii (Cambess.) Nyman) és una espècie endèmica de Mallorca, Menorca i Cabrera, del gènere Crepis i que viu sempre a les escletxes de pedres calcàries, on és bastant freqüent i fàcil de trobar.
Fa de quinze a quaranta centímetres d'alt. Té una roseta de fulles bassals, bastant enteres, només amb algunes dents. Aquestes fulles solen tenir una mena de dibuix reticulat en relleu, que facilita la identificació de l'espècie quan no està en flor. Els capítols tenen flors grogues, l'involucre dels capítols té unes petites bràctees que s'obren cap a defora. La planta floreix d'abril a juliol.